# New Queer Cinema
New Queer Cinema (również queer new wave, kino queerowe, NQC) – nurt w kinematografii światowej, zapoczątkowany i zdefiniowany na początku lat 90. XX wieku, manifestujący się przez bezpośrednie odniesienia do LGBT i prezentowanie obrazów filmowych, które w jasny i czytelny sposób traktują temat odmienności seksualnej. W szerszym znaczeniu NQC odnosi się do wszelkiej odmienności, również rasowej i kulturowej.
Do twórców filmowców tego nurtu zalicza się m.in. Dereka Jarmana, Todda Haynesa, Isaaca Juliena, Toma Kalina, Pratibhy Parmar.